# Gibby Haynes
Gibson Jerome Haynes, detto Gibby (Dallas, 30 settembre 1957), è un cantautore, chitarrista e pittore statunitense, frontman del  gruppo musicale Butthole Surfers fondato insieme a Paul Leary, nonché uno dei più oltraggiosi e imprevedibili performer del rock..

## Biografia
Gibby Haynes è il figlio dell'attore Jerry Haynes. Gibby ha frequentato la Trinity University studiando contabilità e nella scuola venne nominato studente dell'anno numerose volte ed era ammirato nel team di basket. Terminati gli studi, fonda il gruppo Butthole Surfers, gruppo noto per l'uso massiccio di musica psichedelica e per le elaborate esibizioni live. Nel gruppo, Haynes suona anche il sassofono in diversi album.
Gibby Haynes ha collaborato con i Jane's Addiction.
Haynes e Johnny Depp hanno prodotto un mini-documentario sulla vita di John Frusciante intitolato  Stuff. Nel 1992, Haynes è apparso nel primo lungometraggio dei GWAR, Phallus in Wonderland diretto da Fritz Wang e brevemente in Dead Man di Jim Jarmusch e in un cameo in Nowhere di Gregg Araki del 1997 e nello show televisivo Delocated della Adult Swim.

## La tragedia al Viper Room
Il 31 ottobre 1993 Gibby Haynes stava suonando con gli P al Viper Room, noto locale hollywoodiano, insieme all'amico e attore Johnny Depp. Quella stessa sera morì River Phoenix, giovane attore e musicista che per un'overdose perse la vita. Haynes fu così testimone di una morte assurda che ad oggi lo ha segnato nel profondo.